# جاك ساوثوورث
جاك ساوثوورث (بالإنجليزية: Jack Southworth)‏ (11 ديسمبر 1866 ببلاكبرن في المملكة المتحدة - 16 أكتوبر 1956 بليفربول في المملكة المتحدة) هو لاعب كرة قدم بريطاني (وحمل سابقاً جنسية المملكة المتحدة لبريطانيا العظمى وأيرلندا) في مركز الهجوم. شارك مع منتخب إنجلترا لكرة القدم. أما مع النوادي، فقد لعب مع بلاكبيرن روفرز ونادي إيفرتون ونادي تشستر سيتي وBlackburn Olympic F.C. ‏.

## وصلات خارجية
- جاك ساوثوورث على موقع قاعدة بيانات كرة القدم.إي يو (الإنجليزية)
- جاك ساوثوورث على موقع ناشيونال فوتبول تيمز (الإنجليزية)
- جاك ساوثوورث على موقع عالم كرة القدم.نت (الإنجليزية)